# Talk Talk (bài hát của Charli XCX)
"Talk Talk" là một bài hát của nữ ca sĩ người Anh Charli XCX. Bài hát lần đầu được phát hành vào ngày 7 tháng 6 năm 2024, là ca khúc thứ năm nằm trong album phòng thu thứ sáu của cô, Brat, và được viết dành cho vị hôn phu của Charli, George Daniel. Một phiên bản phối được lấy cảm hứng từ dòng nhạc Balearic house, mang những âm hưởng Eurodance, với sự góp giọng của nam ca sĩ kiêm nhạc sĩ người Úc Troye Sivan và phần đọc thoại không được ghi công của Dua Lipa đã được phát hành vào ngày 12 tháng 9 năm 2024. Là một đĩa đơn nằm trong album phối lại Brat and It's Completely Different but Also Still Brat, bài hát đánh dấu lần hợp tác thứ ba giữa Charli và Sivan.

## Phiên bản gốc và bối cảnh
Phiên bản gốc của "Talk Talk", nằm trong album Brat, được Charli XCX sáng tác cùng hai nhà sản xuất A. G. Cook và Hudson Mohawke. Ca khúc được hãng đĩa Atlantic phát hành cùng với toàn bộ các bài hát trong album vào ngày 7 tháng 6 năm 2024. Đây được coi là một bản nhạc thuộc thể loại synth-pop và Eurodance. Trong một video đăng tải trên TikTok, Charli chia sẻ rằng ca khúc lấy cảm hứng từ một sự kiện diễn ra tại NME Awards 2020. Khi đó, cô đã bị hấp dẫn bởi George Daniel, người sau này trở thành vị hôn phu của cô, nhưng lúc đó cả hai vẫn chưa chính thức hẹn hò. Sau một thời gian mệt mỏi vì nhắn tin với Daniel, cô đã có ý định đi theo anh vào nhà vệ sinh, nhưng khi đi được nửa đường, cô chợt suy nghĩ lại và dừng bước. Sau khi phát hành Brat, Charli XCX tiếp tục ra mắt các bản phối lại của một số ca khúc trong album, bao gồm "360" (hợp tác với Robyn và Yung Lean), "Von Dutch" (cùng Addison Rae và A. G. Cook, cũng như với Skream và Benga), "Girl, So Confusing" (với Lorde) và "Guess" (với Billie Eilish).

## Bản phối lại
Một bản phối lại của "Talk Talk" với sự hợp tác của Troye Sivan đã được cả hai nghệ sĩ ẩn ý trên mạng xã hội trước khi chính thức công bố. Charli XCX đã đăng tải một video lên Twitter, trong đó cô và Sivan nhảy và hát nhép theo một phiên bản mới của bài hát. Sự góp mặt của Dua Lipa cũng được ngụ ý khi Charli chia sẻ một đoạn ghi âm giọng nói của Lipa trên tài khoản Instagram cá nhân của cô, trong khi các nhà sản xuất của bài hát đã gắn thẻ Lipa và Sivan trên story của họ. Ngày 12 tháng 9 năm 2024, Charli chính thức công bố album remix Brat and It's Completely Different but Also Still Brat, đồng thời phát hành phiên bản phối lại của "Talk Talk" hợp tác với Sivan. Ca khúc cũng được gửi đến các đài phát thanh tại Ý vào cùng ngày hôm đó. Bản phối lại đánh dấu lần hợp tác thứ ba giữa Charli XCX và Troye Sivan, sau "1999" và "2099" từ album Charli (2019). Vào ngày 14 thàng 9 năm 2024, trên sân khấu chuyến lưu diễn Sweat của họ, bài hát cũng đã được chọn làm tiết mục kết màn cho đêm diễn. Trong ca khúc, Dua Lipa có phần thoại bằng tiếng Pháp và tiếng Tây Ban Nha. Dazed đã mô tả bài hát này là một "bản hit của vũ trường lấy cảm hứng từ dòng nhạc Balearic house".
Trong một cuộc phỏng vấn với tạp chí Billboard, Troye Sivan tiết lộ rằng chính Charli XCX đã chọn "Talk Talk" làm ca khúc để anh góp giọng. Ban đầu, cô đã gửi bài hát cho anh ngay từ khi còn đang thực hiện nó cho album Brat.
Sivan chia sẻ rằng Charli đã khuyến khích anh cùng các cộng sự của mình gồm Leland, Kaelyn Behr, Kevin "Zhone" Hickey và Kevin Novodor để dùng phiên bản gốc của bài hát làm "hạt giống" từ đó phát triển và thử nghiệm, tạo ra một phiên bản hoàn toàn mới. Anh lại cảm thấy bản phối lại này giống như một ca khúc được "sample" từ bản gốc hơn. Đồng thời, Sivan cũng chia sẻ rằng Charli đã đề nghị anh làm một "bài hát pop dài 2 phút thay vì làm một bản nhạc club dài 6 phút" và anh cũng cảm thấy thích thú với việc "cắt tỉa" ca khúc gốc và làm việc cùng Charli và đội ngũ của cô để hoàn thiện bản phối lại này.

## Đón nhận
Trong bài đánh giá có phần trái chiều về ca khúc, Tom Breihan từ Stereogum nhận xét rằng bản phối lại là một “sự tái cấu trúc hoàn toàn” so với bản gốc, đến mức “gần như không còn giống với phiên bản ban đầu”. Anh gọi đây là một “bản nhạc house bùng nổ”, nhưng lưu ý rằng bản remix thiếu đi “đoạn hook rực rỡ” của bản gốc, dù vẫn có phần mở đầu với “giọng thì thầm bằng tiếng Pháp và Tây Ban Nha của Dua Lipa”. Breihan còn chỉ trích phiên bản mới, cho rằng nó “không còn chút sự mong manh đầy lo âu nào của ‘Talk Talk’ phiên bản gốc. Thay vào đó, bài hát này chỉ đơn giản là về việc quá phấn khích khi sắp được làm chuyện đó.”

## Bảng xếp hạng
| Bảng xếp hạng (2024)           | Vị trí cao nhất |
| ------------------------------ | --------------- |
| Australia (ARIA)               | 42              |
| Australia Dance (ARIA)         | 2               |
| Ireland (IRMA)                 | 62              |
| New Zealand Hot Singles (RMNZ) | 6               |

| Bảng xếp hạng (2024)                          | Vị trí cao nhất |
| --------------------------------------------- | --------------- |
| Canada (Canadian Hot 100)                     | 66              |
| Thế giới Global 200 (Billboard)               | 91              |
| Ireland (IRMA)                                | 30              |
| Latvia Airplay (TopHit)                       | 3               |
| Lithuania Airplay (TopHit)                    | 65              |
| New Zealand Hot Singles (RMNZ)                | 5               |
| Hàn Quốc BGM (Circle)                         | 197             |
| Anh Quốc (OCC)                                | 24              |
| Anh Quốc Dance (OCC)                          | 4               |
| Hoa Kỳ Billboard Hot 100                      | 74              |
| Hoa Kỳ Hot Dance/Electronic Songs (Billboard) | 5               |

| Bảng xếp hạng (2024)       | Vị trí cao nhất |
| -------------------------- | --------------- |
| Latvia Airplay (TopHit)    | 11              |
| Lithuania Airplay (TopHit) | 76              |

| Bảng xếp hạng (2024)                          | Vị trí |
| --------------------------------------------- | ------ |
| Hoa Kỳ Hot Dance/Electronic Songs (Billboard) | 22     |

## Chứng nhận
| Quốc gia                                                    | Chứng nhận | Số đơn vị/doanh số chứng nhận |
| ----------------------------------------------------------- | ---------- | ----------------------------- |
| Canada (Music Canada)                                       | Vàng       | 40.000‡                       |
| ‡ Chứng nhận dựa theo doanh số tiêu thụ và phát trực tuyến. |            |                               |